# Shonali Bose
Pour les articles homonymes, voir Bose.
Shonali Bose, née le 3 juin à Calcutta, est une réalisatrice, scénariste et productrice indienne.

## Vie privée
Shonali Bose a été mariée à Bedabrata Pain (en).

## Filmographie
| année | film                   | réalisatrice | productrice | scénariste | notes        |
| ----- | ---------------------- | ------------ | ----------- | ---------- | ------------ |
| 2005  | Amu                    | Oui          | Oui         | Oui        | long métrage |
| 2012  | Chittagong             |              | Oui         | Oui        | long métrage |
| 2014  | Margarita with a Straw | Oui          | Oui         | Oui        | long métrage |
| 2019  | The Sky Is Pink        | Oui          |             | Oui        | long métrage |